# Agnieszka Bibrzycka
Agnieszka Bibrzycka, née le 21 octobre 1982 à Mikołów, est une joueuse polonaise de basket-ball, évoluant au poste d'arrière.

## Biographie
Remarquable tireuse à trois points, elle termine 2e marqueuse du Championnat d'Europe 2005 en Turquie derrière l'espagnole Amaya Valdemoro. Ses performances durant cette même année 2005 lui donnent l'occasion d'être élue à la 5e place du classement de la joueuse européenne de l'année par la FIBA. Cette place parmi les meilleures joueuses européennes confirme sa nomination comme joueuse européenne par le journal italien La Gazzetta dello Sport.
Avec Fenerbahçe SK, elle atteint la finale de l'Euroligue 2013 perdue 82 à 56 contre son ancienne équipe d'UMMC Iekaterinbourg, rencontre où elle inscrit 9 points et prend 3 rebonds. L'année suivante, le Fenerbahçe est battu par le club turc du Galatasaray.
En 2014-2015, elle joue toujours avec le Fenerbahçe pour 9,9 points et 2,7 rebonds en Euroligue. Pour 2015-2016, elle retrouve le club de sa jeunesse de Gdynia.

## Club
- 2001-2006 :  Lotos Gdynia
- 2006-2007 :  Spartak région de Moscou
- 2007-2011 :  UMMC Iekaterinbourg
- 2011-2012 :  CCC Polkowice
- 2012-2015:  Fenerbahçe SK
- 2015- :  Lotos Gdynia

- 2004, 2006 :  Silver Stars de San Antonio

## Palmarès

### Sélection nationale
- Championnat d'Europe
  - 7e Championnat d'Europe 2005 en Turquie
  - 4e Championnat d'Europe 2003 en Grèce
  - Quart de finale du Championnat d'Europe 2001 en France

### Club
Compétitions internationales
- Vainqueure de l'Euroligue : 2007
- Finaliste de l'Euroligue 2002, 2004, 2013[3]

Compétitions nationales
- Superligue russe 2007, 2009, 2010
- Vainqueure de la coupe de Russie 2009, 2010
- Championne de Pologne 2002, 2003, 2004, 2005
- Champion de Turquie 2013[5]

## Distinctions personnelles
- Participation au All-Star Game européen 2006
- Joueuse européenne de l'année 2003 par La Gazzetta dello Sport